# Lidianópolis
Lidianópolis é um município brasileiro do estado do Paraná.

## História
A área que hoje abriga o município era, no século XVI, parte da Província Del Guayrá, explorada por expedições espanholas e missionários jesuítas. Contudo, a região permaneceu à margem do desenvolvimento brasileiro até meados do século XIX, sendo majoritariamente uma extensa área de matas e terras inexploradas.
O início efetivo da ocupação ocorreu com a chegada do engenheiro europeu Platagenet Big Witter, entre 1872 e 1875, que explorou a área em nome de uma empresa inglesa. Ele mapeou a região e forneceu um relatório que incentivou a colonização central do Paraná por companhias estrangeiras. Décadas depois, a Fazenda Ubá, com seus 83 mil alqueires, atraiu posseiros e desbravadores vindos de diversas partes do Brasil, que se instalaram na região e começaram a cultivar a terra, mesmo enfrentando litígios de propriedade e conflitos com a Companhia Territorial Ubá.
Na década de 1940, o solo fértil do Vale do Ivaí começou a atrair pioneiros. As terras, repletas de mata virgem, exigiam coragem e esforço. Entre 1942 e 1944, os primeiros agricultores abriram áreas para cultivo e iniciaram a formação de comunidades. Os pioneiros dedicavam-se à agricultura, especialmente ao cultivo de milho, e também utilizavam as colheitas para engordar porcos, já que, naquela época, não havia mercado para escoar a produção.
A formação da cidade teve um marco importante em 1950, quando José Caetano Marques adquiriu 400 alqueires da Companhia Ubá e planejou fundar um povoado que recebeu o nome de Lidianópolis, em homenagem à sua mãe, Dona Lídia Marques. Posteriormente, as terras foram vendidas para João Morelle, que deu início à comercialização de lotes e à construção de um patrimônio que atraiu novos moradores. Entre os pioneiros que contribuíram significativamente para o desenvolvimento local está José Clarismundo Filho, que chegou em 1954 e construiu a primeira residência e casa de comércio na área urbana.
A infraestrutura básica também foi sendo estruturada. A primeira escola rural foi instalada em 1951, na Gleba Guaimbê, e a primeira capela, ligada à Paróquia de Pitanga, data do mesmo período. Em 1968, foi criada a Paróquia São Sebastião, que fortaleceu a vida comunitária e religiosa da cidade.
A emancipação política de Lidianópolis começou a ser discutida em 1985, durante uma reunião de moradores interessados em tornar o distrito independente de Jardim Alegre. Após esforços contínuos, o município foi oficialmente criado em 5 de junho de 1990, através da Lei nº 9289, sancionada pelo então governador Álvaro Dias, momento em que se desmembrou no município de Jardim Alegre. As primeiras eleições municipais ocorreram em 1992, quando Wilson Spinassi foi eleito prefeito.

## Geografia
Possui uma área de 151,456 km². Localiza-se a uma latitude 24°06'32" sul e a uma longitude 51°39'10" oeste, estando a uma altitude de 570 m. Sua população estimada em 2024 era de 3.989 habitantes.

### Demografia
Dados do Censo - 2022
População Total: 3.938
Índice de Desenvolvimento Humano (IDH-M): 0,734
- IDH-M Renda: 0,615
- IDH-M Longevidade: 0,768
- IDH-M Educação: 0,818

## Administração
- Prefeito: Aparecido Buzato (Republicanos)
- Vice-prefeito: Odair Bovo (União)
- Presidente da câmara: Claudeir Gordiano (Republicanos)

## Histórico de Prefeitos
| Nº | Prefeito                     | Período do Mandato                             | Partido                                                              | Vice-Prefeito                                                        | Eleição                                                              |
| -- | ---------------------------- | ---------------------------------------------- | -------------------------------------------------------------------- | -------------------------------------------------------------------- | -------------------------------------------------------------------- |
| 1º | Wilson Spinassi              | 01 de janeiro de 1993 - 31 de dezembro de 1996 | MDB                                                                  | Ezequiel de Siqueira Branco (1º Vice-Prefeito)                       | 1992                                                                 |
| 2º | João Batista da Silva        | 01 de janeiro de 1997 - 31 de dezembro de 2000 | PDT                                                                  | Luiz Antônio Palma (2º Vice-Prefeito)                                | 1996                                                                 |
| 2º | João Batista da Silva        | 01 de janeiro de 2001 - 31 de agosto de 2004   | PFL                                                                  | Luiz Carlos da Silva (3º Vice-Prefeito)                              | 2000                                                                 |
| 3º | Luiz Carlos da Silva         | 31 de agosto de 2004 - 31 de dezembro de 2004  | Tornou-se Prefeito em razão do falecimento de João Batista da Silva. | Tornou-se Prefeito em razão do falecimento de João Batista da Silva. | Tornou-se Prefeito em razão do falecimento de João Batista da Silva. |
| 4º | Marcos Eusébio Dias Sobreira | 01 de janeiro de 2005 - 31 dezembro de 2008    | PP                                                                   | Luiz Carlos da Silva                                                 | 2004                                                                 |
| 4º | Marcos Eusébio Dias Sobreira | 01 de janeiro de 2009 - 31 de dezembro de 2012 | MDB                                                                  | Celso Antônio Barbosa (4º Vice-Prefeito)                             | 2008                                                                 |
| 5º | Celso Antônio Barbosa        | 01 de janeiro de 2013 - 31 de dezembro de 2016 | PP                                                                   | Julio Cesar da Silva (5º Vice Prefeito)                              | 2012                                                                 |
| 6º | Adauto Aparecido Mandu       | 01 de janeiro de 2017 - 31 de dezembro de 2020 | PHS                                                                  | Aparecido Buzato (6º Vice-Prefeito)                                  | 2016                                                                 |
| 6º | Adauto Aparecido Mandu       | 01 de janeiro de 2021 - 31 de dezembro de 2024 | PODE                                                                 | Aparecido Buzato (6º Vice-Prefeito)                                  | 2020                                                                 |
| 7º | Aparecido Buzato             | 01 de janeiro de 2025 - atualidade             | REP                                                                  | Odair José Bovo (7º Vice-Prefeito)                                   | 2024                                                                 |

## Histórico de Legislaturas
| Legislatura            | Período                                        | Vereadores |
| ---------------------- | ---------------------------------------------- | --- |
| 1ª Legislatura         | 01 de janeiro de 1993 - 31 de dezembro de 1996 | Abel Brumate, Aderico Jesus da Silva, Almir Longo, Antônio Andrade do Nascimento, Aparecido Buzato, Benedito Ferreira, José Tibúrcio Filho, Luiz Carlos da Silva, Nelson Lourenço.                                         |
| 2ª Legislatura         | 01 de janeiro de 1997 - 31 de dezembro de 2000 | Ademilson Jonas Grilo, Ademir Aparecido Cândido, Alaudo Fidelis da Silva, Antônio Augusto Maciel Filho, Aparecido Buzato, Benedito Ferreira, José do Carmo Neto, José Tibúrcio Filho, Luiz Carlos da Silva.                |
| 3ª Legislatura         | 01 de janeiro de 2001 - 31 de dezembro de 2004 | Ademilson Jonas Grilo, Ademir Aparecido dos Santos, Alcidemar Semeghini, Antônio Andrade do Nascimento, Antônio Augusto Maciel Filho, Celso Antônio Barbosa, José do Carmo Neto, José Tibúrcio Filho, Nelson Lourenço.     |
| 4ª Legislatura         | 01 de janeiro de 2005 - 31 de dezembro de 2008 | Ademir Aparecido dos Santos, Alcidemar Semeghini, Antônio Andrade do Nascimento, Antônio Augusto Maciel Filho, Aparecido Buzato, Celso Antônio Barbosa, Dorival Caetani, José Mário Rossini, Maria Aparecida Betoldo.      |
| 5ª Legislatura         | 01 de janeiro de 2009 - 31 de dezembro de 2012 | Adauto Aparecido Mandu, Alcidemar Semeghini, Antônio Augusto Maciel Filho, Dorival Caetani, Lucia de Jesus Maia Buzato, Luiz Carlos da Silva, Marcos Augusto Maciel, Rogério Rui Maia, Saulo Cesar Guerra.                 |
| 6ª Legislatura         | 01 de janeiro de 2013 - 31 de dezembro de 2016 | Ademir Aparecido Cândido, Anderson Cleiton Alves, Antônio Aparecido dos Santos, Antônio Augusto Maciel Filho, Aparecido Buzato, Dorival Caetani, Paulo Francisco de Melo, Saulo Cesar Guerra, Sérgio Carlos Mendes.        |
| 7ª Legislatura         | 01 de janeiro de 2017 - 31 de dezembro de 2020 | Ademir Aparecido Cândido, Anderson Cleiton Alves, Antônio Augusto Maciel Filho, Cláudio Hipólito, Dorival Caetani, Isabel Lourenço de Oliveira, Luciana de Jesus Maia Moreira, Odair José Bovo, Rosana Rocha da Silva.     |
| 8ª Legislatura         | 01 de janeiro de 2021 - 31 de dezembro de 2024 | Ademir Aparecido Cândido, André Faian Delfino, Antônio Augusto Maciel Filho, Claudeir Gordiano, Danilo Augusto Branco, Fábio Pinheiro da Silva, Izabel Martins da Cruz Barros, Odair José Bovo, Rosely Aparecida Paixão.   |
| 9ª Legislatura (atual) | 01 de janeiro de 2025 - 31 de dezembro de 2028 | Ademir Aparecido Cândido, André Faian Delfino, Claudeir Gordiano, Danilo Augusto Branco, Fábio Pinheiro da Silva, Lourival Rodrigues da Rocha, Luciana de Jesus Maia Moreira, Marcelo Donizete Maciel, Saulo Cesar Guerra. |